# Cyrtodactylus baluensis
Cyrtodactylus baluensis este o specie de șopârle din genul Cyrtodactylus, familia Gekkonidae, ordinul Squamata, descrisă de Mocquard 1890. Conform Catalogue of Life specia Cyrtodactylus baluensis nu are subspecii cunoscute.

## Galerie

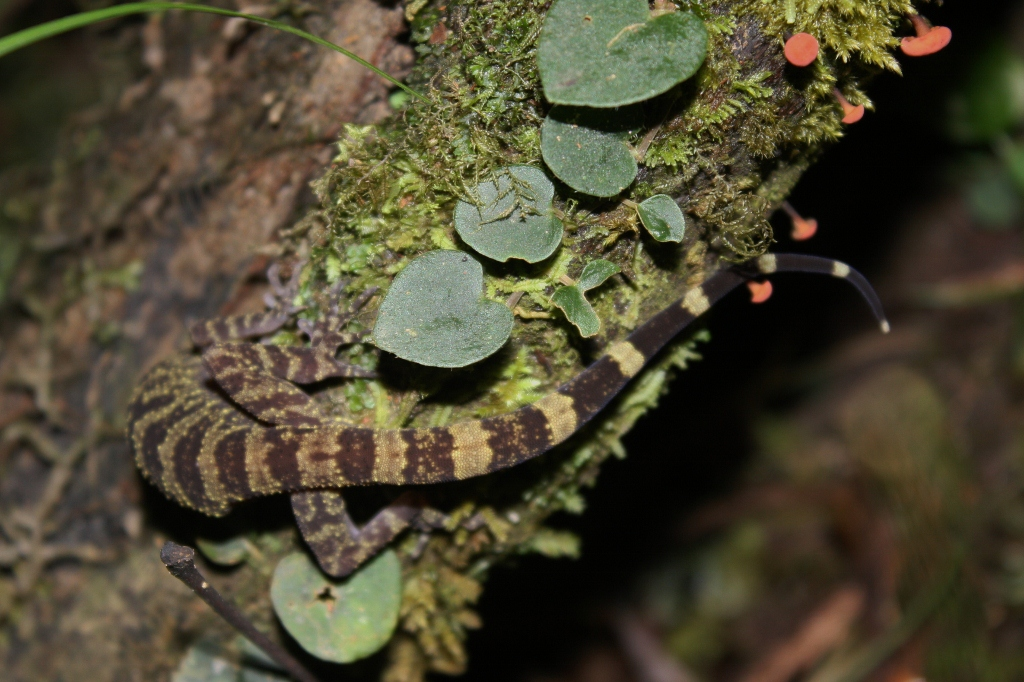
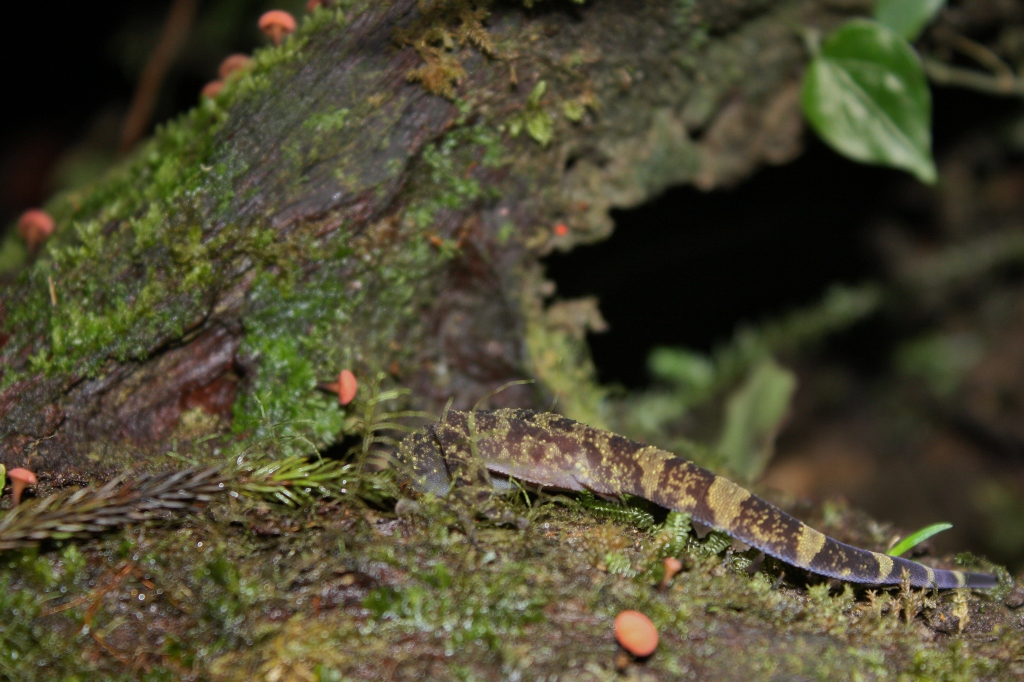